# Oecanthus laricis
Oecanthus laricis är en insektsart som beskrevs av Walker, T.J. 1963. Oecanthus laricis ingår i släktet Oecanthus och familjen syrsor. IUCN kategoriserar arten globalt som starkt hotad. Inga underarter finns listade i Catalogue of Life.